# ريمي لوفو
 ريمي لوفو  (1932 ـ 2009) كان مستعربا فرنسيا وأستاذا في معهد الدراسات السياسية في باريس.

## حياته
تخرج من كلية الحقوق في الرباط وعمل مستشارا قانونيا لوزارة الداخلية المغربية من عام 1968 وحتى 1974. ثم مستشارا ثقافيا لسفارة فرنسا في العاصمة الليبية طرابلس ثم في مدينة القاهرة بمصر. وعمل أستاذاً في كلية الحقوق في جامعة القديس يوسف في بيروت.

## مؤلفاته
- الفلاح المغربي مدافع عن العرش عام 1976.
- اليمن في شبه الجزيرة العربية عام 1999.